# Azarias Friton
Azarias Friton, OP (1563 – 7 de janeiro de 1607) foi um prelado católico romano que serviu como arcebispo de Naquichevão (1604-1607).

## Biografia
Azarias Friton nasceu em 1563 e foi nomeado sacerdote da Ordem dos Pregadores. A 24 de março de 1604, foi nomeado Arcebispo de Naquichevão durante o papado de Clemente VIII. No dia 9 de maio de 1604, foi consagrado bispo por Girolamo Bernerio, cardeal-bispo de Albano, tendo Agostino Quinzio, bispo de Korčula, e Leonard Abel, bispo titular de Sídon, servindo como co-consagradores. Serviu como Arcebispo de Naquichevão até à sua morte a 7 de janeiro de 1607.